# Pwo du Nord
Le pwo du Nord est une langue tibéto-birmane parlée en Thaïlande.

## Répartition géographique
Le pwo du Nord est parlé dans les provinces de Mae Hong Son and de Chiang Mai dans le nord-ouest de la Thaïlande.

## Classification interne
Le pwo du Nord fait partie du groupe des langues karen, qui sont un des groupes constituant les langues tibéto-birmanes.

## Phonologie
Les tableaux montrent l'inventaire des phonèmes consonantiques et vocaliques du dialecte omkoi du pwo du Nord.

### Voyelles
Chaque voyelle orale a une voyelle nasale correspondante.
|         | Antérieure | Centrale | Postérieure |
| ------- | ---------- | -------- | ----------- |
| Fermée  | [i] [ĩ]    | [ɨ] [ɨ̃]  | [u] [ũ]     |
| Fermée  | [ɛ] [ɛ̃]    | [ə] [ə̃]  | [ɔ] [ɔ̃]     |
| Ouverte |            | [a] [ã]  |             |

#### Diphtongues
La langue possède les cinq diphtongues suivantes : [ui], [ai], [aɨ], [au], [ɔi].

### Consonnes
|              |              | Labiales | Dentales | Alvéo-p. | Vélaires | Glottales |
| ------------ | ------------ | -------- | -------- | -------- | -------- | --------- |
| Occlusives   | Sourdes      | [p]      | [t]      | [ȶ]      | [k]      | [ʔ]       |
| Occlusives   | Aspirées     | [pʰ]     | [tʰ]     | [ȶʰ]     | [kʰ]     |           |
| Occlusives   | Sonores      | [b]      | [d]      |          |          |           |
| Fricatives   | Fricatives   | [f]      | [s]      | [ɕ]      | [ x]     |           |
| Nasales      | Nasales      | [m]      | [n]      | [ȵ]      | [ŋ]      |           |
| liquide      | liquide      |          | [l]      |          |          |           |
| Roulées      | Roulées      |          | [r]      |          |          |           |
| Semi-voyelle | Semi-voyelle | [w]      |          | [ j]     |          |           |

Les consonnes [ȶ], [ȶʰ] et [ȵ] ont une articulation alvéolo-palatale :
/ȶũ/ « bras, main » est [ṯʲũ]
/ȶʰwi/ « crabe » est [ṯʲʰwi]
/ȵẫȶʰai/ « tomate » est [ṉʲãṯʲʰai]

### Tons
Le pwo du Nord est une langue tonale qui possède six tons, haut, moyen, descendant, bas, ainsi qu'un ton descendant glottalisé et un ton bas glottalisé,.

## Source
- (en) Audra Phillips, Omkoi Pwo Karen phonology and orthography, vol. 5, coll. « PYU Working Papers in Linguistics », 2009 (lire en ligne)